# Fredrik af Robson
Fredrik Magnus af Robson, född 26 november 1806 i Stockholm, död 17 maj 1852 i Piteå, var en svensk militär och akvarellist.
Han var son till bergsrådet Carl Magnus af Robson och Elisabeth Naria Grahl. Robson blev student 1825 och utnämndes till sergeant 1828 och blev fänrik vid Västerbottens regemente 1829, löjtnant vid Norrbottens fältjägarkår 1834 och slutligen kapten 1836. Han företog tillsammans med Frans Adolf von Schéele en resa genom Lappmarken över Gällivare till Norge 1827. Under resans gång förde de en gemensam resejournal där Robson infogat en mängd kartor och teckningar samt några akvareller föreställande samer. Resejournalen förvaras numera vid Kungliga biblioteket i Stockholm. Den avslutande akvarellen i journalen föreställer Kaitom lappflicka aftecknad under Gudstjensten i Nattavara den 19 aug. 1827.